# Bundesliga Femenina 2005-06
La Bundesliga Femenina 2005-06 fue la 16.ª edición de la máxima categoría de la liga de fútbol femenino de Alemania. Comenzó el 14 de agosto de 2005 y terminó el 5 de junio de 2006. El equipo campeón fue 1. FFC Turbine Potsdam y el subcampeón FCR 2001 Duisburg que además se clasificaron a la Liga de Campeones Femenina de la UEFA.

## Clasificación
| Pos. | Equipo                     | Pts. | PJ | G  | E | P  | GF  | GC  | Dif. | Clasificación o descenso     |
| ---- | -------------------------- | ---- | -- | -- | - | -- | --- | --- | ---- | ---------------------------- |
| 1    | 1. FFC Turbine Potsdam (C) | 59   | 22 | 19 | 2 | 1  | 115 | 13  | +102 | Calificó a Liga de Campeones |
| 2    | FCR 2001 Duisburg          | 55   | 22 | 17 | 4 | 1  | 91  | 11  | +80  | Calificó a Liga de Campeones |
| 3    | 1. FFC Frankfurt           | 52   | 22 | 17 | 1 | 4  | 97  | 25  | +72  |                              |
| 4    | SC 07 Bad Neuenahr         | 44   | 22 | 14 | 2 | 6  | 61  | 40  | +21  |                              |
| 5    | Hamburger SV               | 33   | 22 | 10 | 3 | 9  | 42  | 40  | +2   |                              |
| 6    | SGS Essen                  | 30   | 22 | 9  | 3 | 10 | 44  | 49  | −5   |                              |
| 7    | SC Friburgo                | 32   | 22 | 9  | 5 | 8  | 45  | 48  | −3   |                              |
| 8    | FC Bayern Múnich           | 27   | 22 | 8  | 3 | 11 | 41  | 48  | −7   |                              |
| 9    | Heike Rheine               | 20   | 22 | 5  | 5 | 12 | 39  | 56  | −17  |                              |
| 10   | Brauweiler Pulheim         | 13   | 22 | 3  | 4 | 15 | 24  | 79  | −55  |                              |
| 11   | VfL Sindelfingen           | 11   | 22 | 2  | 5 | 15 | 19  | 72  | −53  | Desciende a 2. Bundesliga    |
| 12   | FSV Frankfurt              | 1    | 22 | 0  | 1 | 21 | 5   | 142 | −137 | Desciende a 2. Bundesliga    |

 Fuente: 

## Goleadoras

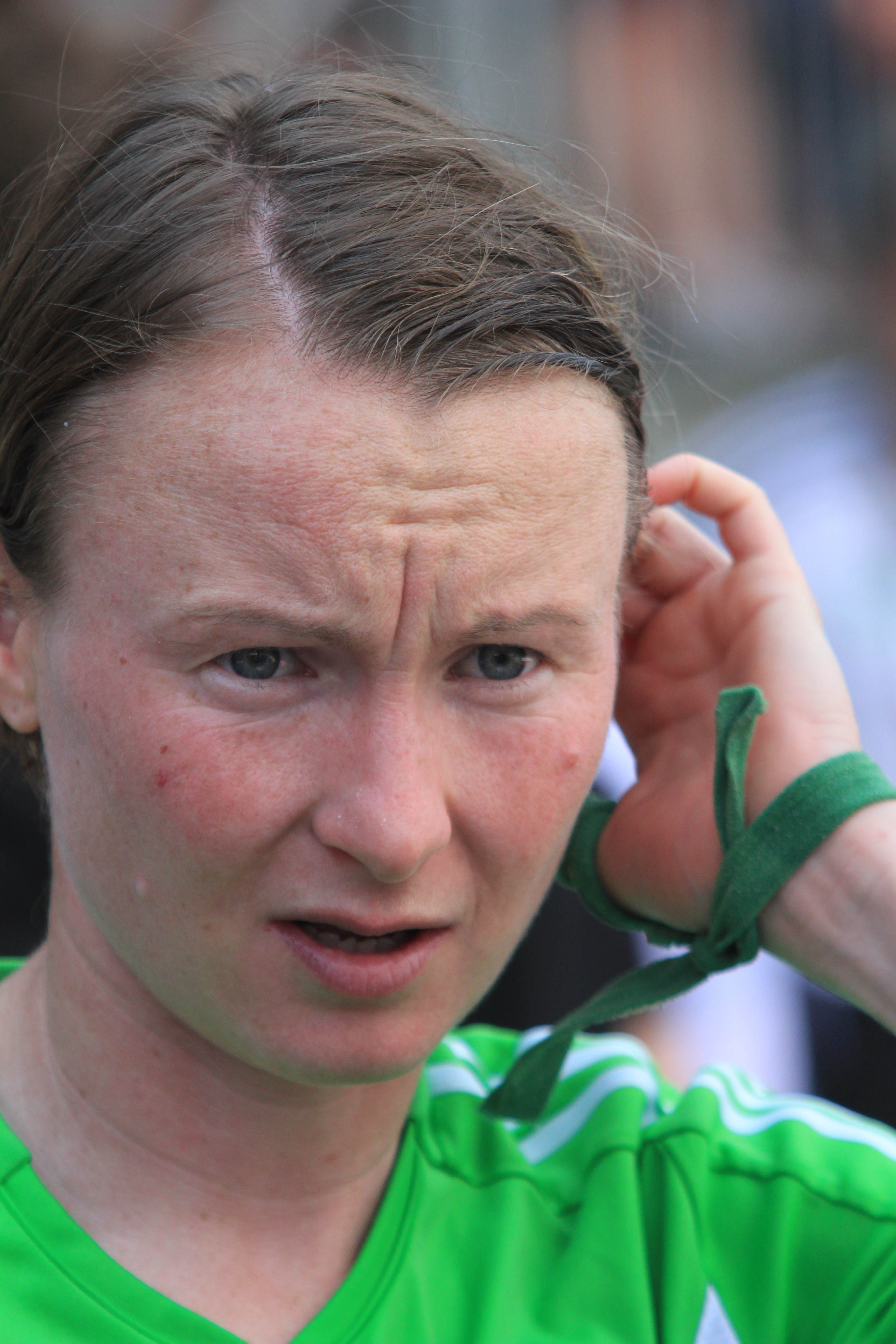
Conny Pohlers, goleadora de la temporada.

| Posición | Jugadora           | Club                   | Goles |
| -------- | ------------------ | ---------------------- | ----- |
| 1        | Conny Pohlers      | 1. FFC Turbine Potsdam | 36    |
| 2        | Inka Grings        | FCR 2001 Duisburg      | 27    |
| 3        | Birgit Prinz       | 1. FFC Frankfurt       | 20    |
| 4        | Petra Wimbersky    | 1. FFC Turbine Potsdam | 19    |
| 5        | Tanja Vreden       | Hamburger SV           | 17    |
| 5        | Isabell Bachor     | SC 07 Bad Neuenahr     | 17    |
| 7        | Kerstin Garefrekes | 1. FFC Frankfurt       | 16    |
| 7        | Charline Hartmann  | SGS Essen              | 16    |